# 岡田栄 (実業家)
岡田 栄（おかだ さかえ、1924年6月30日 - 没年不明 ）は、プロ野球球団阪急ブレーブス球団代表である。

## 来歴・人物
京都府出身。1949年に京都大学工学部電気工学科を卒業し、京阪神急行電鉄に入社した。
1979年から1987年までに阪急ブレーブス球団代表を務めた。
1987年12月に丹後海陸交通の社長に就任した。